# Justo Arriola
Justo Arriola fue un político peruano.
Participó en las elecciones generales de 1931 como candidato de la Unión Revolucionaria liderada por el presidente Luis Miguel Sánchez Cerro quien había derrocado al presidente Augusto B. Leguía. Fue elegido como diputado constituyente por el departamento de Junín.